# Julius Berger (Bauunternehmer)

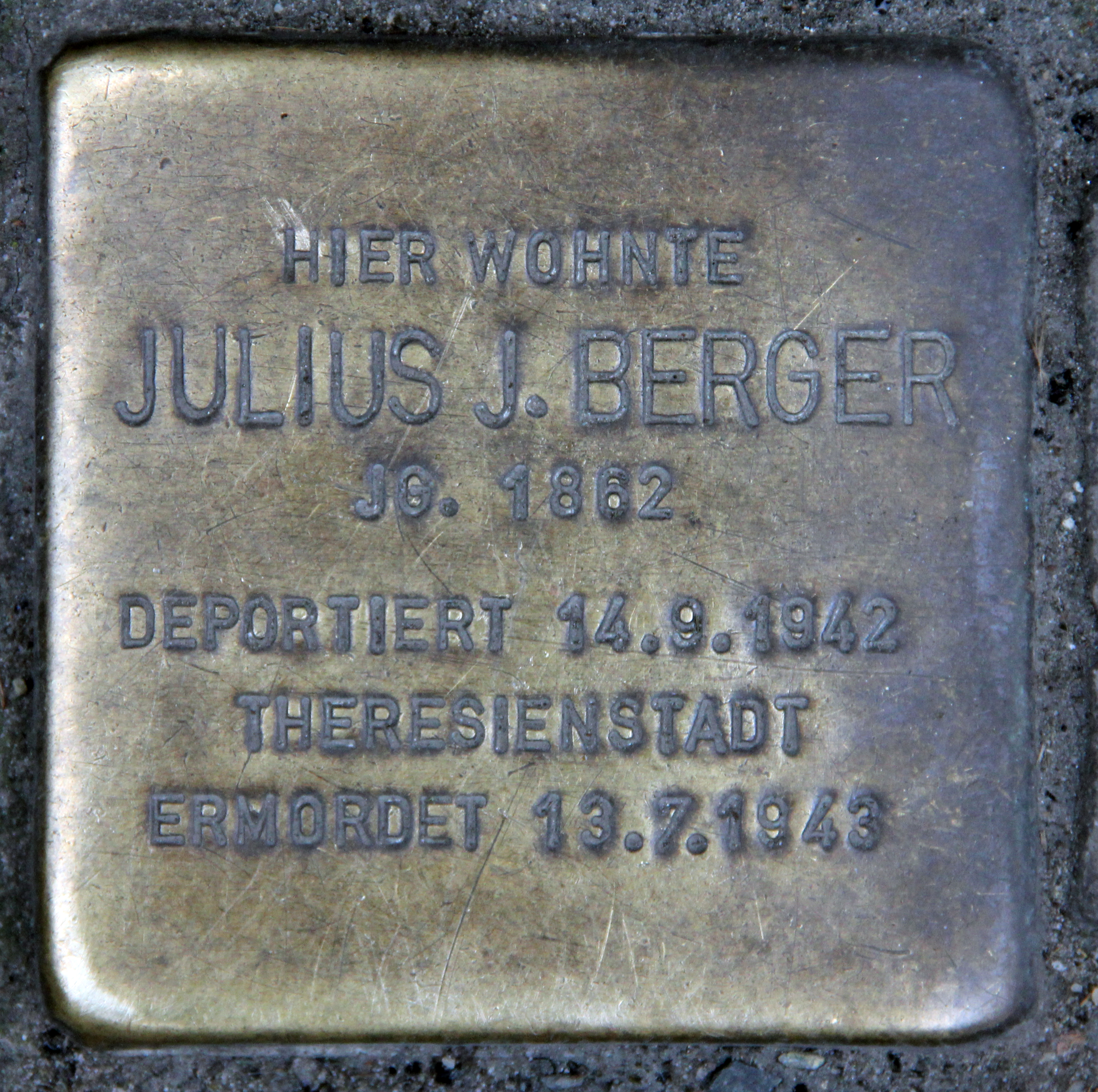
Stolperstein am Haus, Meinekestraße 7, in Berlin-Charlottenburg

Julius (Juda) Berger (* 22. September 1862 in Zempelburg, Westpreußen; † 13. Juli 1943 in Theresienstadt) war ein deutscher Bauunternehmer.

## Leben
Seine Eltern waren der Fuhrunternehmer Baruch Berger (1808–1884) und dessen dritte Frau Dora Berger, geb. Werner (1827–1917). Der Großteil seiner 14 Geschwister wanderte nach Amerika aus, um der Armut zu entfliehen.
Julius ging auf die jüdische Privatschule seines Heimatortes und begann im Alter von 12 ½ Jahren seine kaufmännische Ausbildung in der Berliner Lederwarengroßhandlung Brohn & Naphtali. Parallel besuchte er die Abendschule im Verein der Kaufleute, wo er Schiller, Goethe und Lessing studierte. Nach der Erkrankung seines Vaters brach er 1878 die Lehre ab und arbeitete im väterlichen Fuhrbetrieb, in dem er Kies und Steine zum Unterhalt der Kreis-Chausseen transportierte.
Ein Jahr nach seines Vaters Tod erhielt er den ersten Bauauftrag für eine 2,5 km lange Chaussee.

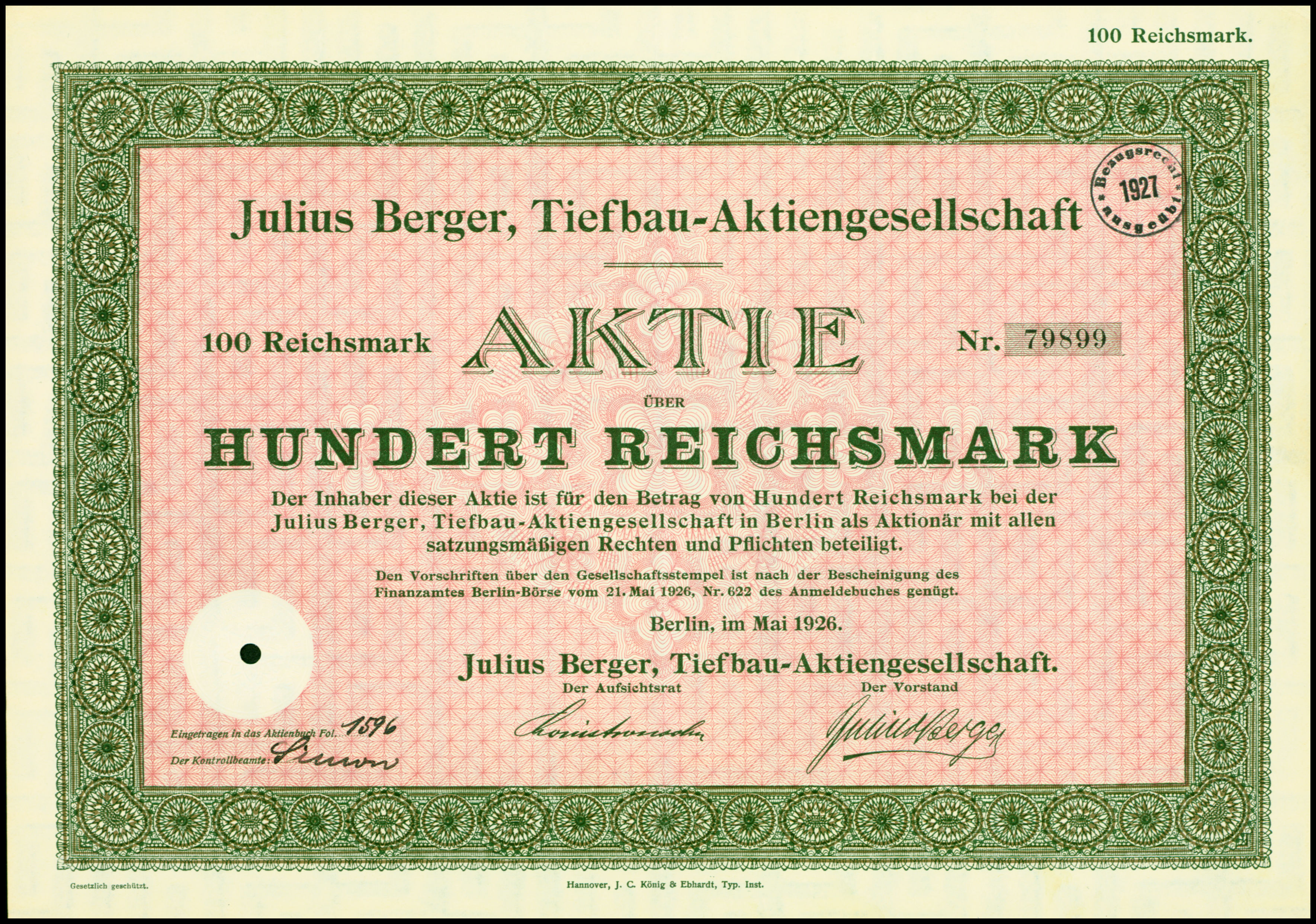
Aktie über 100 RM der Julius Berger Tiefbau-AG vom Mai 1926 mit Faksimile-Unterschrift von Julius Berger

1891 heiratete er Flora Meyer, mit der er die Kinder Bruno (1893–1899), Margarete (1894–1990; verw. Wolffenstein, verh. Laufer), Herta (1896–1999; verh. Kahn), Betty (1900; verh. Dewald, verwitwete Meier), Judith (1902–1941; geschiedene Remde, geschiedene Sänger) hatte.
1893 führte er Transporte aus beim Bau der Bahnstrecken Nakel–Zempelburg–Konitz und Vandsburg–Zempelburg–Cammin. Zwei Jahre später zog er von Zempelburg nach Bromberg um, wo er Stadtverordneter der Deutschnationalen Volkspartei wurde. 1905 wandelte er nach einem persönlichen Schicksalsschlag seine Firma in die Julius Berger Tiefbau Aktiengesellschaft (JBTAG) um und wurde deren Vorstandsvorsitzender. 1908 eröffnete die Firma ein Baubüro in der Berliner Rankestraße. Ende März 1910 zog er mit der Familie und dem Unternehmen gänzlich von Bromberg nach Berlin. 1914 wurde er zum preußischen Kommerzienrat ernannt.

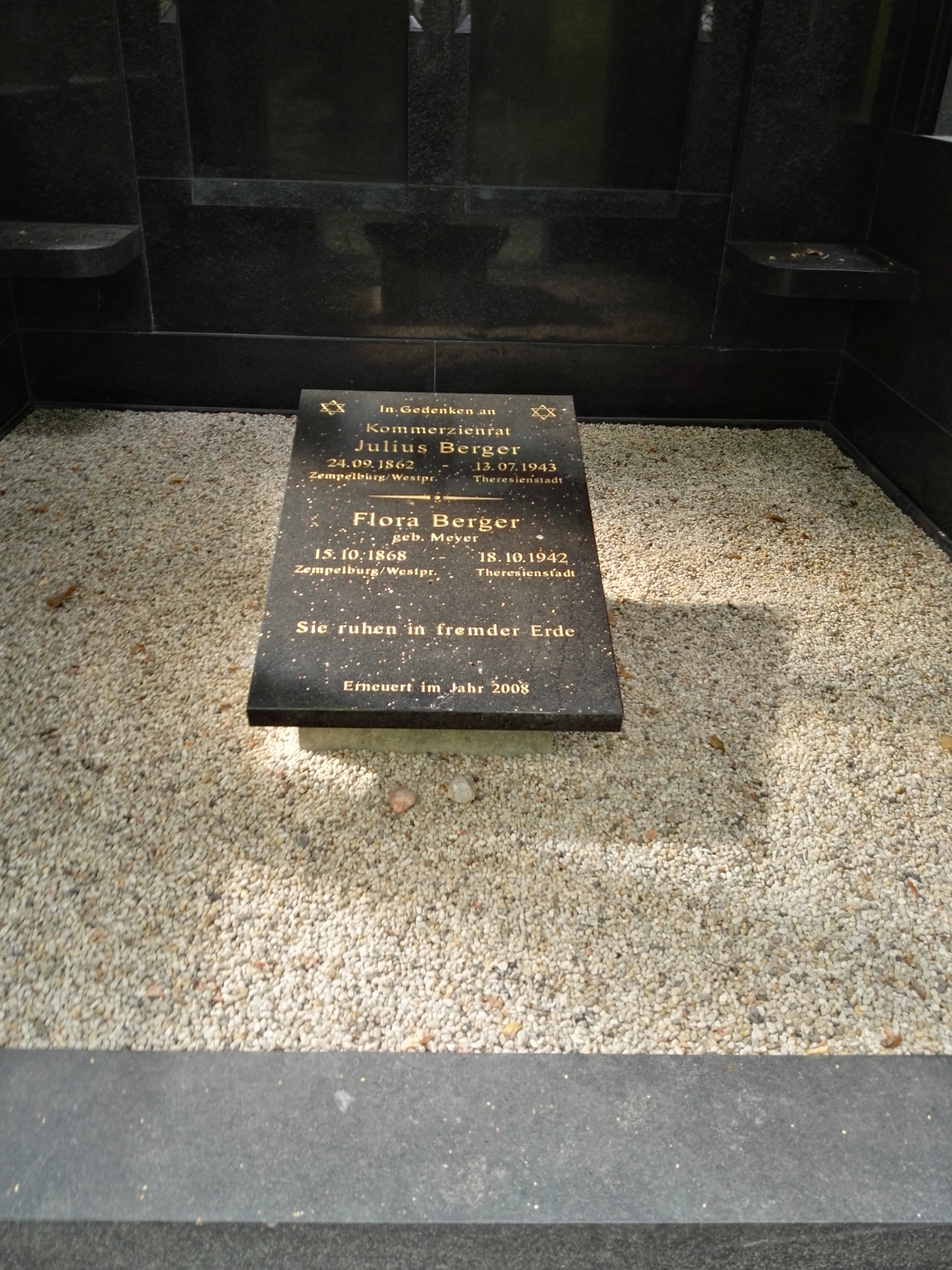
Grabtafel für Berger und seine Frau Flora auf dem Jüdischen Friedhof Berlin-Weißensee

1919 nahm er als Industrievertreter an den Friedensverhandlungen in Versailles teil. 1928–1929 ließ er auf dem Friedhof Weißensee das Erbbegräbnis der Familie errichten, das jedoch bis heute leer steht.
Die Firma von Julius Berger war bei zahlreichen bedeutenden nationalen und internationalen Bauvorhaben seiner Zeit involviert. Unter anderem beteiligte sie sich am Eisenbahnstreckenbau in Serbien, in der Türkei, in Persien bei der Transiranischen Eisenbahn, in Pommern, Posen, Ost- und Westpreußen, baute in Ägypten eine Nil-Brücke sowie den Hauenstein-Basistunnel (Länge 8,3 km) in der Schweiz. Weiterhin errichtete die Firma u. a. zahlreiche Bahnhöfe, Molen, Viadukte, Kanäle und Häfen. Auch in Berlin führte Julius Berger den Neubau bzw. die Erweiterung von Eisenbahnstrecken aus: Berlin–Bernau, Berlin–Frohnau–Oranienburg, Reinickendorf–Tegel. Von 1913 bis 1930 war sein Unternehmen am Ausbau der Berliner U-Bahnlinien U 2, U 5 und U 6 beteiligt und errichtete dabei u. a. die Bahnhöfe Vinetastraße, Tempelhof und Friedrichsfelde.
1933 musste er auf Druck der Nationalsozialisten aus seinem Unternehmen ausscheiden. Als ein Teil seiner Kinder 1938 mittellos nach Uruguay auswanderte, glaubte er noch nicht an die „fürchterlichen Pläne gegen die Juden, von denen man raunte“. Aus Angst vor der Deportation nahm sich seine jüngste Tochter Judith 1942 in Berlin-Charlottenburg das Leben. Am 14. September 1942 wurden er und seine Frau mit dem zweiten großen Alterstransport von Berlin-Grunewald nach Theresienstadt deportiert, wo Flora einen Monat später an Hunger und Entkräftung starb, ebenso wie Julius im Sommer 1943. An Julius Berger und seine Familie erinnert in Berlin ein Stolperstein vor dem ehemaligen Wohnhaus der Bergers in der Meinekestraße 7.
In Bergers Firma JBTAG übernahmen führende Nazis die wichtigsten Posten im Aufsichtsrat.
1969 fusionierte die Julius Berger Tiefbau AG mit der Berliner Bodengesellschaft BAUBOAG zur Berger - BAUBOAG und 1975 zu Bilfinger Berger. Im Herbst 2012 benannte sich das Unternehmen in Bilfinger um und stieg weitestgehend aus der Bauindustrie aus. Eine vormalige Beteiligung der Bilfinger Berger in Nigeria firmiert nach wie vor eigenständig unter dem Namen Julius Berger mit Hauptsitz in Abuja und Tochterfirma in Wiesbaden.